# LATAM Airlines Brasil

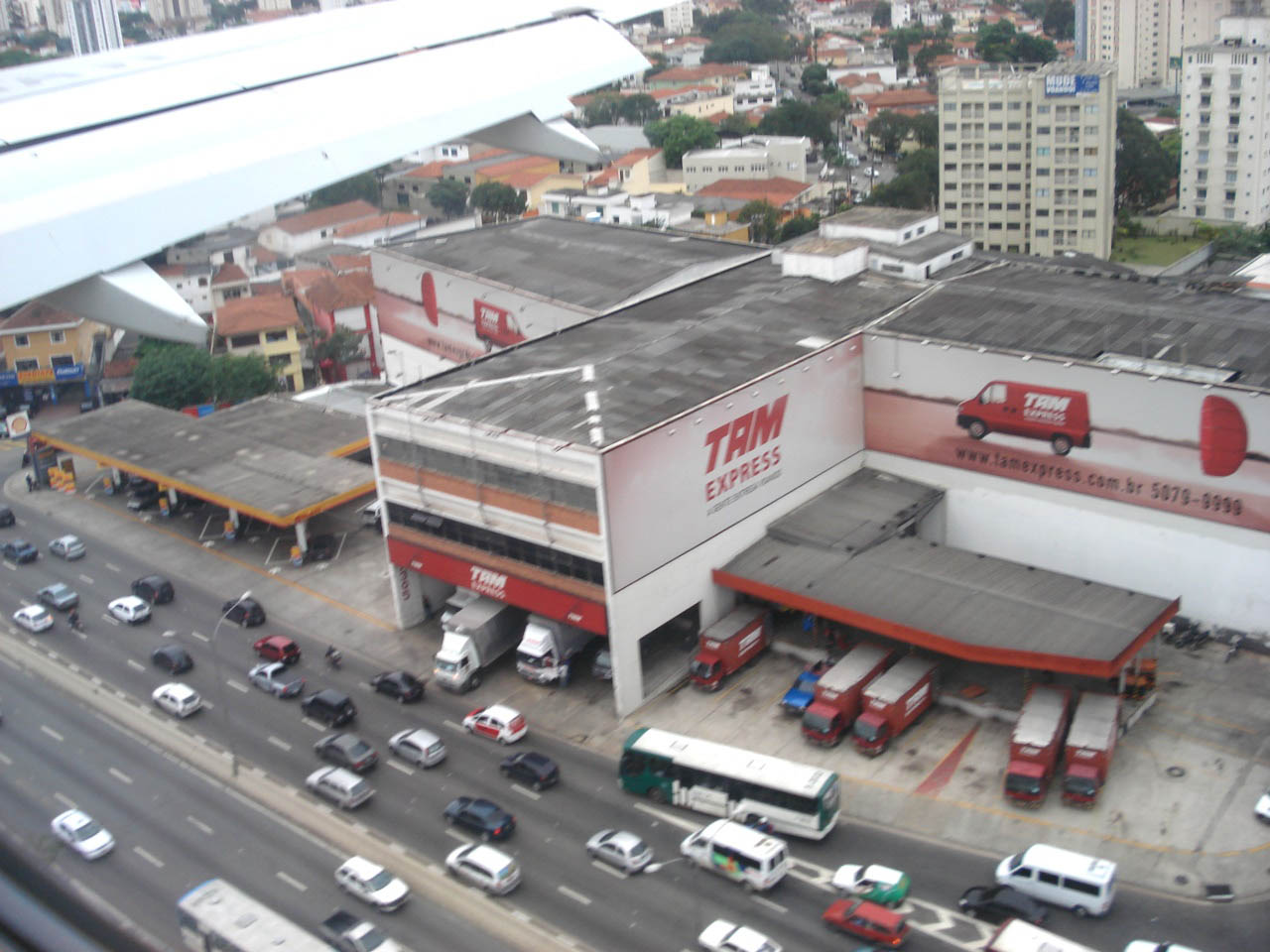
Gebouw van TAM Express

LATAM Airlines Brasil (vroeger TAM Linhas Aéreas en daarvoor Transporte Aéreo Marília) is de Braziliaanse tak van de LATAM Airlines Group. In juni 2012 ging de luchtvaartmaatschappij samen met LAN Airlines. De thuisbasis is in São Paulo. Voor de overname was TAM Linhas Aéreas de grootste luchtvaartmaatschappij van Brazilië en Latijns-Amerika.
De luchtvaartmaatschappij verzorgt behalve vluchten binnen Brazilië ook internationale vluchten naar Europa en andere delen van Amerika.

## Geschiedenis
TAM Linhas Aéreas werd in 1961 opgericht door Rolim Adolfo Amaro onder de naam Transportes Aéreos Marilla. De naam werd in 1976 gewijzigd in  TAM – Transportes Aéreos Regionais. Een jaar eerder had de Braziliaanse regering de Transportes Aéreos da Bacia Amazônica (TABA) opgezet, waarbij het land in vijf vliegzones werd verdeeld en de Braziliaanse luchtvaart werd gereorganiseerd. In 1990, toen de regering de restricties ophief zodat de luchtvaartmaatschappij voortaan in het hele land mocht vliegen, werd de naam opnieuw gewijzigd, nu in Transportes Aéreos Meridionais TAM.
Op 17 juli 2007 vond er met TAM Linhas Aéreas-vlucht 3054 een vliegramp plaats op de Luchthaven Congonhas. Er vielen daarbij 199 doden.
TAM Linhas Aéreas was lid van de Star Alliance. In maart 2013 besloot LATAM zich aan te sluiten bij de Oneworld alliantie. LAN Airlines was al sinds 2000 lid van de alliantie en als onderdeel van LATAM sloot TAM zich aan per 31 maart 2014.

## Vloot
De vloot van LATAM Brasil bestond op mei 2023 uit de volgende 136 toestellen.
- 19 Airbus A319-100
- 59 Airbus A320-200 + 1 besteld
- 10 Airbus A320neo + 4 besteld
- 31 Airbus A321-200
- 2 Boeing 767-300ER
- 10 Boeing 777-300ER
- 5 Boeing 787-9